# دارت در ایران
دارت یک ورزش نسبتاً جدید در ایران است.

## پیشینه
دارت در ایران در سال ۲۰۰۳ با تلاش مسعود ظهوری و محمدامین عزیزپور از طریق تنظیم اساسنامه این ورزش و ارائه آن به مقامات ورزشی ایران تأسیس شد. سرانجام، دارت در ایران با تصویب سازمان تربیت بدنی ایران (وزارت ورزش و جوانان) تحت نظارت فدراسیون تیراندازی با کمان در تاریخ ۲۱ سپتامبر ۲۰۰۴، فعالیت خود را به عنوان یک انجمن رسمی تحت عنوان انجمن دارت ایران (IDA) آغاز کرد. ظهوری به عنوان اولین رئیس انجمن منصوب شد.
انجمن در تلاش‌های اولیه خود اساسنامه و آیین‌نامه را برای برگزاری دوره‌های آموزشی دارت و مسابقات تهیه کرد. به محض تهیه کتابچه‌های آموزش ویژه توسط انجمن کلاسهای آموزشی دارت در شهرهای مختلف ایران برگزار شد. این کلاس‌ها بسیاری از علاقه‌مندان را از گروه‌های سنی مختلف در ایران به خود جلب کرد. از همان ابتدا، تعداد زیادی درخواست برای راه‌اندازی دوره‌های آموزشی توسط باشگاه‌های ورزشی، سازمان‌های دولتی و خصوصی، دانشگاه‌ها و شهرداری‌ها در سراسر کشور به دفتر انجمن ارسال می‌شد.
اولین مسابقه رسمی دارت در ایران با هماهنگی باشگاه پاس در تهران برگزار شد. این مسابقه بسیار مورد استقبال قرار گرفت. بیش از ۲۰ خبرنگار از مطبوعات مختلف کشور، این رویداد را مشاهده و گزارش کردند. علاوه بر این، برخی از قسمت‌های این مسابقه از تلویزیون ایران پخش شد، در حالی که گزارش خاصی توسط رادیو ورزش ایران (رادیو ورزش) تهیه و پخش شد. پس از انجام اولین دوره مسابقات دارت ایران و پوشش آن توسط رسانه‌ها، علاقه مردم به این ورزش افزایش یافت و تعداد برنامه‌های کاربردی برای برگزاری دوره‌های آموزشی دارت افزایش یافت.

## عضویت در فدراسیون جهانی دارت
ظهوری (رئیس انجمن) و عزیزپور (دبیر انجمن) برای پیوستن به فدراسیون جهانی دارت (WDF) درخواست دادند. در سال ۲۰۰۴، WDF از آنها دعوت کرد تا در کنوانسیون فدراسیون که در پرت، استرالیا در سال ۲۰۰۵ برگزار شد، برای دفاع و ارائه دلایل درخواست عضویت انجمن دارت ایران در WDF شرکت کنند. در این جلسه، نمایندگان انجمن در پاسخ به سوالات پرسیده شده توسط اعضا و مقامات فدراسیون، گزارش مستند جمع‌آوری شده از گزارش‌های مطبوعاتی، و همچنین فیلم‌ها و عکس‌های کلاس‌ها و مسابقات دارت را ارائه دادند. علاوه بر این، آنها اعلام کردند که در حال حاضر نزدیک به ۵۰۰۰۰۰ نفر در ایران در حال آموزش یا بازی این ورزش هستند. سرانجام، در رأی دادن به پذیرش انجمن در فدراسیون، همه اعضا از حدود ۵۵ کشور، به دلیل محبوبیت دارت در بین تمام گروه‌های سنی، به پذیرش رأی مثبت دادند و IDA را تحسین کردند.

### اولین شرکت در مسابقات جهانی
عضویت در فدراسیون جهانی انگیزه‌های مدیران انجمن را برای انجام تلاش هم در راه قهرمانی و هم در تبدیل دارت به یک ورزش خانوادگی تقویت کرد. در هنگام بازگشت از استرالیا، نمایندگان IDA مورد استقبال مقامات، رسانه‌ها و علاقه‌مندان به این ورزش قرار گرفتند. در سال ۲۰۰۶، برای اولین بار، تیم ملی دارت ایران، به سرپرستی مسعود ظهوری، در جام آسیا و اقیانوسیه که در مالزی برگزار شد، شرکت کرد. در این مسابقات سحر ظهوری مقام دوم را کسب و مدال نقره را از آن خود کرد. این اولین مدال رسمی فدراسیون جهانی بود که ظهوری برای دارت ایران کسب کرد. در همین حال، ظهوری با موفقیت برنده مقام سوم قهرمانی دارت جهان ۲۰۰۵ استرالیا را با موفقیت شکست داد و او را از مسابقات دور کرد.
هیئت و اعضای تیم ملی دارت ایران:
| نام              | نقش                           |
| ---------------- | ----------------------------- |
| مسعود ظهوری      | سرپرست تیم ملی دارت ایران     |
| محمد هادی حسام   | معاون سازمان تربیت بدنی ایران |
| لاله عبادی       | نایب رئیس امور بانوان انجمن   |
| کیوان دهناد      | مسئول آموزش و روان‌شناسی انجمن |
| محمدامین عزیزپور | سرمربی تیم ملی مردان          |
| فاطمه غفوری مراد | سرمربی تیم ملی بانوان         |
| سحر ظهوری        | بازیکن                        |
| مرجان کارگر جدی  | بازیکن                        |
| مازیار موسوی     | بازیکن                        |
| امیر مروتی       | بازیکن                        |
| حمید بهروزی‌نیا   | بازیکن                        |
| نیما غیاثوند     | بازیکن                        |

## المپیاد بین‌المللی کودکان زیر هفت سال
در سال ۲۰۰۶، طی یک نشست مشترک در سوئیس، مسعود ظهوری (رئیس انجمن)، محمدهادی حسام (معاون سازمان تربیت بدنی ایران) و کیوان دهناد (مشاور ارشد انجمن) طرحی را برای برگزاری مسابقات دارت برای کودکان و ایجاد اتحادیه دارت غرب آسیا به فلکس داگن، رئیس وقت فدراسیون جهانی ارائه دادند.
پیشنهاد انجمن از سوی داگن تأیید شد و انجمن با استفاده از دارت‌های مغناطیسی و ایمنی، زیرساخت‌ها و بسترهای لازم مورد نیاز برای اجرای استاندارد اولین دوره مسابقات دارت را در بین کودکان زیر هفت سال در جهان فراهم کرد.
در ابتدای المپیاد، ظهوری طرح کشف افراد مستعد در این زمینه را اعلام کرد. وی خطاب به مقامات ورزشی ایران و بین‌الملل اظهار خوشبینی کرد که با حمایت از گروه‌های سنی سالهای کودک (کودکان و نوجوانان)، دستیابی به شیوه قهرمانانه ورزش، به منظور نزدیکتر ماندن ملت‌ها در دوستی، امکان‌پذیر خواهد بود. وی همچنین گفت که نتیجه مطلوب این دیپلماسی صلح و آرامش پایدار برای همه کشورهای جهان خواهد بود.
ابتکار این مسابقات برای اولین بار توسط ایران به فدراسیون پیشنهاد شد. به همین دلیل، پیامی توسط آدولف اوگی، رئیس‌جمهور سابق سوئیس و مشاور ویژه ورزش برای توسعه و صلح به دبیرکل سازمان ملل برای شرکت کنندگان و مقامات المپیاد ارسال شد. پیام را فیلیپ ولتی، سفیر سوئیس در ایران قرائت کرد. اوگی در بخشی از پیام خود خطاب به جوانان شرکت کننده در این مسابقه در ایران گفت: "من این پیام را از دور برای شما می‌فرستم. من واقعاً می‌خواستم امروز در میان شما باشم. بدینوسیله به شما تبریک می‌گویم. انتخاب شما این بود که درمورد ورزشکاری خوب با یکدیگر رقابت کنید، این اولین انگیزه برای مبارزه و سخت کوشی است. شجاعت، در مقایسه با سایر مهارت‌ها و قدرت‌ها، و همچنین انرژی مورد نیاز برای پیروزی است. ورزش به ما درس‌های زندگی می‌آموزد که برای زندگی در یک جامعه رقابتی اما انسان دوست و صلح آمیز لازم است که کسب کنیم. توسعه جهانی مستلزم داشتن روحیه رقابتی است. به این ترتیب یک شخص می‌تواند تبلیغ کند. جهان برای شکوفایی امیدها و استعدادها به صلح و عدالت نیاز دارد. ورزش می‌تواند همه این نکات را به طور کلی و بخصوص کودکان را به ما بیاموزد. امروز، شما شروع به رقابت با یکدیگر می‌کنید، و دانش کمی در مورد مسابقات زندگی دارید. به هر حال، با تلاش برای پیروی از مقررات و بازی نسبتاً دوستانه در مقابل دوستان خود، می‌توانید زندگی خود را رونق بخشید. "برای همه شما که امروز در این مسابقات دارت شرکت کرده‌اید آرزوی موفقیت می‌کنم."
فلکس دگن، رئیس فدراسیون، پیامی را برای قدردانی از مدیریت خارق‌العاده و چشمگیر المپیاد دارت کودکان در میان شرکت کنندگان از کشورهای مختلف در سراسر جهان که توسط انجمن دارت ایران برگزار و مدیریت می‌شود، فرستاد و بهترین آرزوهای خود را به همه شرکت کنندگان و مقامات ابراز داشت. پیام دگن توسط کیوان دهناد قرائت شد. محمد علی‌آبادی معاون رئیس‌جمهور و رئیس سازمان تربیت بدنی ایران نیز پیامی را برای شرکت کنندگان ارائه داد. وی در بخشی از این پیام گفت: «کودکان، بنیانگذاران آینده این سرزمین، در مراحل اولیه راه هستند، بنابراین با ایجاد بنیادی مناسب، می‌توانیم آنها را برای دستیابی به اهداف توسعه ای ورزش حمایت کنیم.»
بیش از ۶۰ تیم در مسابقات بین‌المللی دارت برای کودکان زیر هفت سال شرکت کردند. بیش از ۵۰ روزنامه‌نگار از شبکه‌های مختلف رسانه ای از سراسر جهان این رویداد را پوشش داده و گزارش دادند. تقریباً ۳۰۰۰ تماشاگر و هوادار در صحنه مسابقه حضور داشتند.

## تأسیس اتحادیه دارت غرب آسیا
در سال ۲۰۰۸، انجمن اولین جلسه رسمی اتحادیه دارت غرب آسیا را با مجوز فدراسیون و سازمان تربیت بدنی ایران برگزار کرد. ریاست این جلسه را روی پرایس، رئیس وقت فدراسیون بر عهده داشت. در این جلسه نمایندگانی از عراق، امارات، افغانستان، آذربایجان، کویت، قرقیزستان، سوریه، بحرین، قطر، گرجستان و عمان نیز حضور داشتند.
در این جلسه، با اکثریت آرا، محمدهادی حسام به عنوان رئیس اتحادیه دارت غرب آسیا و مسعود ظهوری به عنوان دبیر اتحادیه انتخاب شدند.
| نام              | نقش                  |
| ---------------- | -------------------- |
| محمدامین عزیزپور | مسئول روابط عمومی    |
| کیوان دهناد      | مسئول روابط بین‌الملل |
| علیرضا مرادی     | مسئول رسانه‌های محلی  |

در حاشیه این نشست که با حضور روی پرایس، رئیس WDF در تهران برگزار شد، مسابقات ملی دارت با حضور ورزشکاران ویلچر برگزار شد. بعلاوه، ورزشکارانی که قادر به پرتاب دارت با دست خود نبودند، مجاز به استفاده از دارت بادی بودند. این رویداد توسط رئیس WDF بسیار مورد تحسین و تحسین قرار گرفت. به دنبال آن، IDA پیشنهاد ایجاد کمیته دارت با ویلچر در WDF را داد. روی پرایس مسئولیت تهیه اساسنامه و مقررات مربوط به تشکیل این کمیته و همچنین میزبانی مسابقات دارت و صندلی‌های چرخدار را به IDA داد. IDA همچنین موافقت کرد که اولین مسابقات دارت با ویلچر را زیر نظر WDF برگزار کند.

## مسابقات ۲۰۰۷ در هلند
در جلسه پیش از مسابقه، با حضور همه اعضای WDF، کمیته ارزیابی دارت در جهان، عنوان «بهترین رویداد دارت در جهان» و همچنین پیام دوستانه سازمان ملل به ایران را به دلیل برگزاری المپیاد دارت برای کودکان زیر هفت سال و توجه ویژه IDA به کودکان و گسترش این ورزش در گروه‌های سنی مختلف ارائه داد.
اعضای تیم ملی دارت ایراندر جام جهانی WDF 2007:
| نام              | نقش                                                               |
| ---------------- | ----------------------------------------------------------------- |
| مسعود ظهوری      | سرپرست تیم ملی دارت ایران                                         |
| لاله عبادی       | نایب رئیس امور بانوان انجمن                                       |
| کیوان دهناد      | مسئول امور بین‌الملل اتحادیه دارت غرب آسیا و روان‌شناس تیم ملی دارت |
| محمدامین عزیزپور | سرمربی تیم ملی مردان                                              |
| فاطمه غفوری مراد | سرمربی تیم ملی بانوان                                             |
| سحر ظهوری        | بازیکن                                                            |
| مرجان کارگر جدی  | بازیکن                                                            |
| مازیار موسوی     | بازیکن                                                            |
| رضا انصاری       | بازیکن                                                            |
| حمید بهروزی‌نیا   | بازیکن                                                            |
| نیما غیاثوند     | بازیکن                                                            |
| شقایق مروتی      | بازیکن                                                            |
| علی روزی‌طلب      | بازیکن                                                            |